# Tinerkouk (distrito)
Tinerkouk é um distrito localizado na província de Adrar, no centro-sul da Argélia.